# Почуття гумору

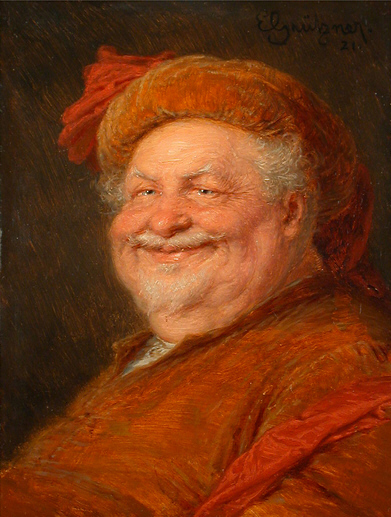

Почуття гумору — інтелектуальна здатність людини оперувати одночасно декількома поглядами на реальність, вміння суб'єкта виявляти протиріччя в навколишньому світі і оцінювати їх з комічної точки зору. Відсутність почуття гумору може виступати об'єктом іронії й уособлюється фанатизмом.

## Формування
Почуття гумору дається людині при народженні, але починає проявлятися і розвивається в ранньому дитинстві під впливом навколишнього середовища, анекдотів тощо. Відсутність передумов для його розвитку призводить до формування прямолінійного характеру, людина з таким крайнім типом особистості може мати проблеми в соціальній адаптації.

## Вимірювання
Існують дослідження, в яких була зроблена спроба виміряти почуття гумору у різних людей, і пов'язати його з іншими характеристиками людини.
Оцінки почуття гумору робляться з точки зору різних наукових дисциплін, як-от мовознавство, соціологія, психологія, антропологія. Існує близько сотні теорій гумору. Багато теорій стверджують, що призначення гумору в тому, щоб розряджати напруженість і стрес, а також у тому, щоб спонукати до пошуку нових інтерпретацій ситуацій. Згідно з цими теоріями, кожен жарт супроводжується наростальною увагою в міру його викладу з подальшою розрядкою, коли жарт висловлений. Нові інтерпретації виникають тому, що жарт показує несподівану асоціацію незв'язаних або навіть конфліктних обставин. Деякі теорії стверджують, що гумор дозволяє розрядитися агресії. Однак у багатьох спільнотах людей (солдати на війні, міліція, кримінальники, лікарі) процвітає особливий гумор, іноді званий чорним; таким чином, почуття гумору суб'єктивне.
Почуття гумору визначають як здатність людини бачити смішне в оповіданні, оточенні або ситуації. Виділяють також здатність жартувати. Це тенденція людини робити гумористичні коментарі або вести себе смішно в якихось ситуаціях. Дослідники вважають, що гумор є фізіологічною захисною функцією.

## Цитати
- Людина, позбавлена почуття гумору, позбавлена набагато більшого, ніж просто почуття гумору (Марк Твен).
- Гумор — один з елементів генія.
- Не будь у мене почуття гумору, я давно б покінчив із собою (варіант: якби не гумор — я давно б помер (Магатма Ґанді).